# Inger Pedersen
Inger Pedersen er en dansk tidligere fodboldspiller fra Virum-Sorgenfri. Hun var med på det danske hold som vandt i VM-finalen i 1971 i Mexico City mod værtsnationen Mexico.